# 帕米尔黄堇
帕米尔黄堇（学名：Corydalis paniculigera），为罂粟科紫堇属下的一个植物种。